# Rudolf Šmejkal
Rudolf Šmejkal (* 14. Januar 1915 in Prag; † 8. November 1972 ebenda) war ein tschechoslowakischer Fußballspieler.

## Karriere

### Vereine
Šmejkal spielte im Seniorenbereich erstmals von 1937 bis 1939 für den in Náchod ansässigen SK Náchod in der Státni Liga, der seinerzeit höchsten Spielklasse im tschechoslowakischen Fußball. Anschließend war er zwei Jahre lang für den SK Pardubice in der Českomoravská Liga, der Liga für Vereine aus Böhmen und Mähren aktiv. Es folgten fünf Jahre bei Sparta Prag, mit dem Verein er 1944 die Meisterschaft im seinerzeit von 1939 bis 1945 bestehenden Protektorat Böhmen und Mähren gewann, wie auch die Tschechoslowakische Meisterschaft 1946.
Von 1949 bis 1953 war er fünf Spielzeiten lang für ZSJ Dynamo Slavia Praha, seine letzte beiden Spielzeiten, 1953 und 1954, für DSO Dynamo Praha (wie sich Slavia Prag in beiden Bezeichnungen seinerzeit nannte) aktiv. In insgesamt 185 Erstligaspielen erzielte er 18 Tore.

### Nationalmannschaft
Šmejkal debütierte als Nationalspieler für die Nationalmannschaft von Böhmen und Mähren am 27. August 1939 in Prag beim 7:3-Sieg im Freundschaftsspiel gegen die Nationalmannschaft Jugoslawiens. Ein weiteres bestritt er am 12. November 1939 in Breslau, das gegen die Nationalmannschaft Deutschlands 4:4-Unentschieden endete. Sein letztes Länderspiel bestritt er am 7. April 1946 in Colombes bei der 0:3-Niederlage gegen die Nationalmannschaft Frankreichs.

## Erfolge
- Meister des Protektorats Böhmen und Mähren 1944
- Tschechoslowakischer Meister 1946